# Fraaisteelkalkkopje
Het fraaisteelkalkkopje (Physarum pulcherripes) is een slijmzwam behorend tot de familie Physaraceae. Het komt voor in loofbos. Het leeft saprotroof op loofhout en struiken.

## Verspreiding
In Nederland komt het fraaisteelkalkkopje uiterst zeldzaam voor. 